# 雁江镇 (隆安县)
雁江镇，是中华人民共和国广西壮族自治区南宁市隆安縣下辖的一个乡镇级行政单位。

## 行政区划
雁江镇下辖以下地区：
雁江社区、红良村、福颜村、和济村、联隆村、龙庄村、那朗村、东义村、东礼村和渌龙村。